# Carlos Lopes (atleta)
Carlos Alberto de Sousa Lopes CvIH • OIH • GOIH • GCIH (Viseu, São Salvador, Vildemoinhos, 18 de Fevereiro de 1947) é um ex-atleta e campeão olímpico português, um dos melhores da sua geração e uma referência mundial do atletismo de longa distância.
Lopes sobressaiu tanto nas provas de pista, como nas de estrada e no corta-mato (cross-country). Foi vencedor da Medalha Olímpica Nobre Guedes em 1973.
Carlos Alberto de Sousa Lopes foi campeão mundial 3 vezes.

## Biografia
A família Lopes era modesta e Carlos começou a trabalhar como servente de pedreiro, ainda não tinha onze anos, para ajudar a sustentar a casa de família. Mais tarde, foi empregado de mercearia, relojoeiro e contínuo. Enquanto adolescente, Lopes ambicionava jogar futebol no Lusitano de Vildemoinhos, o clube da sua aldeia, no entanto o clube rejeitou-o por ser excessivamente magro.
Como ele próprio contou mais tarde, o atletismo surgiu por acaso numa correria com amigos, durante a noite, ao voltar de um baile (correndo em parte para afastar o medo que o vento uivante lhes fazia), Carlos Lopes foi o primeiro, batendo um grupo de rapazes da sua idade que treinavam regularmente e já se dedicavam ao atletismo. Foi nesse grupo de adolescentes que nasceu a ideia de criar um núcleo de atletismo no Lusitano de Vildemoinhos.
A primeira prova oficial de Lopes foi numa corrida de São Silvestre; tinha dezasseis anos. Lopes ficou em segundo lugar, pese embora a presença de corredores bem mais experientes. Pouco tempo depois, ganhou o campeonato distrital de Viseu de crosse, e quase de seguida foi terceiro no Campeonato Nacional de Corta-mato para juniores. Essa classificação, levou-o pela primeira vez ao Cross das Nações, em Rabat, Marrocos. Lopes foi o melhor português, em 25.º lugar. Lopes tinha então dezassete anos.
Em 1967, Carlos Lopes foi recrutado pelo Sporting Clube de Portugal, de Lisboa. A ida para Lisboa, deveu-se tanto a razões desportivas, como à promessa de um melhor emprego como serralheiro. É no Sporting que encontra o treinador da sua vida, Mário Moniz Pereira. Moniz Pereira foi o mentor de várias gerações de atletas portugueses de fundo e meio-fundo.
Em 1975, Carlos Lopes e alguns outros atletas do Sporting passam a treinar duas vezes por dia. Lopes era dispensado do seu emprego (entretanto foi contínuo no jornal Diário Popular e num banco) na parte da manhã. Entrava-se assim, na era do semi-profissionalismo.
Em 1976, Lopes ganha pela primeira vez o Campeonato do Mundo de Corta-Mato, que nesse ano se realizava em Chepstown, no País de Gales. Como mais tarde viria a demonstrar, Lopes fez uma corrida demonstrando uma enorme auto-confiança, mostrando resistência, sentido táctico e muito boa ponta final (sprint).
Carlos Lopes, que já tinha estado sem glória nos Jogos de Munique em 1972, era uma das maiores esperanças portuguesas para os Jogos Olímpicos de Montreal, no Verão de 1976. Lopes teve, aliás, a honra de ser o porta-bandeira da equipa portuguesa durante a cerimónia inaugural.
Na final dos 10 000 m, Carlos Lopes forçou o andamento desde o início. Seguindo as instruções de Moniz Pereira, a táctica era a de rebentar com a concorrência (ou com ele próprio). De facto, Carlos Lopes iniciou o último meio quilómetro bem adiantado do pelotão. Mas não ia só, Lasse Viren da Finlândia, tinha sido o único a conseguir acompanhar Lopes. Nas últimas centenas de metros, Viren atacou forte, ultrapassou Lopes e ganhou a medalha de ouro. Lopes foi segundo e teve de se contentar com a prata. O finlandês era um atleta de excepção, e ganhou também o ouro nos 5000 m.
Era a primeira vez, desde há décadas, que Portugal conquistava uma medalha olímpica, e a primeira vez no atletismo.
A 23 de Dezembro de 1977 foi feito Cavaleiro da Ordem do Infante D. Henrique e, a 4 de Julho de 1984, foi elevado a Oficial da mesma Ordem.
Em 28 de julho de 1984, 16 dias antes da maratona olímpica, foi atropelado quando corria na Segunda Circular, em Lisboa, pelo candidato à presidência do Sporting, o comandante da TAP Lobato de Faria.
Em 12 de Agosto, Carlos Lopes venceu a prova de maratona nos Jogos de 1984, tornando-se o primeiro português a ser medalhado com o ouro nos Jogos Olímpicos. A prova foi rápida, e a marca atingida (2h9m21s) foi recorde olímpico até aos Jogos Olímpicos de Pequim em 2008.
A 26 de Outubro de 1984 foi elevado a Grande-Oficial da Ordem do Infante D. Henrique e, a 24 de Agosto de 1985, a Grã-Cruz da mesma Ordem.
| “ | Carlos Lopes Mais do que ser primeiro Herói é quem Sabe dar-se inteiro E dentro de si mesmo, ir mais além. | ” |

Em 2013, Carlos Lopes foi nomeado diretor do departamento de atletismo do Sporting Clube de Portugal.

## Recordes Pessoais
- 5000 m: 13.16,38 (Oslo — 1984)
- 10 000 m: 27.17,48 (Estocolmo — 1984)
- Maratona: 2.07.12 (Maratona de Roterdão — 1985)
- 3000 m com obstáculos: 8.39,6 (Lisboa — 1973)

## Palmarés
- 1975 venceu a Corrida de São Silvestre da Amadora.
- 1976 venceu o Campeonato do Mundo de Corta-mato.
- 1976 2.º Lugar nos Jogos de Montreal.
- 1977 2.º Lugar no Campeonato do Mundo de Corta-mato.
- 1982 venceu os 10 000 m de Bislett Games em Oslo
- 1982 venceu a Corrida de São Silvestre de São Paulo, Brasil.
- 1983 2.º Lugar no Campeonato do Mundo de Corta-mato.
- 1983 2.º Lugar na maratona de Roterdão.
- 1983 venceu a Corrida de São Silvestre da Amadora
- 1984 venceu o Campeonato do Mundo de Corta-mato.
- 1984 2.º Lugar no Meeting de Estocolmo, em 1.º lugar ficou outro português, Fernando Mamede.
- 1984 venceu a maratona nos Jogos Olímpicos de Los Angeles, estabelecendo o recorde olímpico da prova
- 1984 venceu a tradicional Corrida de São Silvestre de São Paulo, no Brasil,
- 1985 venceu o Campeonato do Mundo de Corta-mato (cross-country)
- 1985 venceu a maratona de Roterdão e quebrou o recorde mundial da prova.

### Campeonatos Nacionais
- 2 Campeonatos Nacionais 5000 m (1968, 1983)
- 2 Campeonatos Nacionais 10 000 m (1970, 1978)
- 1 Campeonato Nacional 3000 m com obstáculos (1975)

### Jogos Olímpicos
- (1972 — Munique) 5000 m (Qualificações)
- (1972 — Munique) 10 000 m (Qualificações)
- (1976 — Montreal, Canadá) 10 000 m (medalha de prata)
- (1984 — Los Angeles) Maratona (Medalha de ouro)

### Campeonatos do Mundo
- (1983 — Helsínquia) 10 000 m (6.º lugar)

### Campeonatos da Europa
- (1971 — Helsínquia) 10 000 m (33.º lugar)
- (1971 — Helsínquia) 3000 m com obstáculos (Qualificações)
- (1974 — Roma) 10 000 m (Desistiu)
- (1982 — Atenas) 10 000 m (4.º lugar)

### Campeonatos do Mundo de Corta-mato
- (1976 — Chepstow, País de Gales) (Medalha de ouro)
- (1977 — Dusseldorf) (Medalha de prata)
- (1983 — Gateshead, Inglaterra) (Medalha de prata)
- (1984 — East Rutherford, Estados Unidos) (Medalha de ouro)
- (1985 — Lisboa) (Medalha de ouro)

## Condecorações
- Cavaleiro da Ordem do Infante D. Henrique (23 de Dezembro de 1977) – Presidente Ramalho Eanes
- Oficial da Ordem do Infante D. Henrique (4 de Julho de 1984) – Presidente Ramalho Eanes
- Grande-Oficial da Ordem do Infante D. Henrique (26 de Outubro de 1984) – Presidente Ramalho Eanes
- Grã-Cruz da Ordem do Infante D. Henrique (24 de Agosto de 1985) – Presidente Ramalho Eanes